# سامیانگ
سامیانگ (انگلیسی: Samyang) یا سامیانگ اوپتیکس شرکت الکترونیک کره‌ای است، که در سال ۱۹۷۲ تأسیس شد. این شرکت امروزه بالغ بر ۱۵۰ کارمند دارد و محصولات خود را در ۵۸ کشور عرضه می‌کند.